# Liste des noms de Sancerre
Sanctus Satyrus, Saint Satur, fondateur de l’abbaye de Saint-Satur. Acta Sanctorum. Sanctus Satyrus aboutit à Sancerre ; San représente Sanctum ; Satyrum devint Serre par sonorisation de la consonne intervocalique t en d, puis sa disparition, et la mutation du s en c, de même valeur devant la voyelle e, contraction de ay, puis ai ; le redoublement du r est inconnu de la forme latine. La forme latine Sacrum Caesaris représente une attraction passagère du nom propre César, transcription de la forme romane incomprise. La forme Sancerre commence à s'imposer au XIVe siècle Le nom primitif Gortona est d’origine préceltique et de sens inconnu, peut-être de la même origine que le nom de lieu Gourdon.

## Le nom et ses évolutions
| Nom                                             | Date              | Sources                                                                                           |
| ----------------------------------------------- | ----------------- | ------------------------------------------------------------------------------------------------- |
| Gortona                                         | vers 60 av. J.-C. | César, Commentarius de Bello Gallico, Liv. VII, ch. 9                                             |
| Gordonas                                        | VIe s             | Raynal, Histoire de Berry, t. I, p. 118.                                                          |
| Cortono castro, De Hugone de Foris Sacro Cesare | vers 1100         | Cartulaire de Saint-Sulpice de Bourges, charte 80, p. 174                                         |
| Gimonem quoque de Castro Gordonico              | 1102              | Actes de Philippe 1er, p. 145                                                                     |
| Sancerrium                                      | 1130              | Archives du Cher. 4 H, abbaye Saint-Sulpice de Bourges                                            |
| Sacrum Caesaris                                 | 1143              | Archives du Cher. 13 H, abbaye Saint-Satur                                                        |
| Sancerrium                                      | 1144              | Archives du Cher. 13 H, abbaye Saint-Satur                                                        |
| Tres denarios Sancaesariensis                   | vers 1152         | Cartulaire de Saint-Sulpice de Bourges, charte 90, p. 185                                         |
| Sanceriam                                       | 1163              | Archives du Cher. 7 H, abbaye de Lorroy                                                           |
| Sacrum Cesaris                                  | XIIe s            | Halphen et Poupardin, Chroniques des comtes d’Anjou, p. 2                                         |
| Sanxerre                                        | 1236              | Archives du Cher. B, Présidial de Bourges, rôle de l’arrière-ban de Berry                         |
| Sancerrum                                       | 1244              | Archives du Cher. 13 H, abbaye Saint-Satur                                                        |
| Sansuere                                        | 1254              | B.n.F - Ms Français 18.648, Rôle d’Armes Bigot, fol. 39, no 286                                   |
| Sancuerre                                       | 1292              | Beugnot, Olim, t. II, p. 341                                                                      |
| Sanceurre                                       | XIIIe siècle      | Dom Bouquet, Historiens de France, t. XXII, p. 223                                                |
| Sansoire                                        | vers 1300         | B.n.F.-Ms Baluze, armorial Le Breton, 59, no 656                                                  |
| Sansorle                                        | 1310              | Bibliothèque Nationale de Vienne, Autriche - Codex 3297, Rôle d’Armes du Tournoi de Mons, fol. 11 |
| Sancearre                                       | 1343              | Archives du Cher. 4 H, abbaye Saint-Sulpice de Bourges                                            |
| Sancerre                                        | janvier 1367      | Archives Nationales - JJ 97, no 638, fol. 178                                                     |
| Sansure                                         | 1368              | B.n.F.-Ms. Nouvelles Acquisitions Françaises 1105, Armorial Navarre, no 1396                      |
| Sansorle                                        | 1370              | Bibliothèque Royale de Bruxelles, Ms 15652, Armorial Gelre, no 338                                |
| *Sancerre                                       | avril 1380        | A.N.-JJ 116, no 247, fol. 147 v°                                                                  |
| Sanseurre                                       | vers 1380         | Antoine de la Sale, Jehan de Saintré, éd. Jean Misrahi et Charles A. Knudson, Genève 1978, p. 9   |
| Sansoire                                        | vers 1380         | B.n.F-Ms Français 32753, Armorial Urfé, no 527                                                    |
| Saint Cere                                      | 1380              | Archives du Cher. C, Bureau des Finances de Bourges                                               |
| Sancerre                                        | juin 1403         | Archives Nationales - JJ 158, no 1, fol. 1                                                        |
| *Sancerre                                       | octobre 1409      | Archives Nationales - JJ 163, no 487, fol. 270                                                    |
| Sancerre                                        | vers 1425         | B.n.F.- Ms Français 4366, Armorial Sicile, fol. 189, no 57                                        |
| La ville et parroisse de Sancerre               | 1567              | Nicolay, Description générale de Berry, p. 60, 193                                                |
| La Ville de Sancerre                            | 4 janvier 1583    | B.n.F.- Ms Français 10.973, fol. 46 r°                                                            |
| Sancerre                                        | 4 janvier 1583    | B.n.F. - Ms Français 10.973, fol. 48 v°                                                           |
| Sancerre                                        | XVIIIe siècle     | Carte de Cassini                                                                                  |